# Shawn Fanning
Shawn "Napster" Fanning, född 1980 i Brockton, Massachusetts i USA, känd som skaparen av fildelningsprogrammet Napster. Vid 19 års ålder poserade han på framsidorna till Fortune, Business Week och Forbes.
Under sina studier på Northeastern University började han skapa ett program som möjliggjorde kopiering av musik från datorer över hela världen, via Internet. Sommaren 1999 var programmet färdigt och han gav det samma namn som han själv kallats i skolan, Napster. Till en början gav han programmet endast till folk han kände och bad dem att inte berätta om det för någon, men inom kort hade 10 000-15 000 personer ändå tillgång till det.
Tillsammans med sin farbror startade han senare företaget Napster.